# Рысс, Соломон Яковлевич
Соломон (Семён) Яковлевич Рысс (27 августа 1876, Ростов-на-Дону — 18 февраля 1908, Киев) — русский философ и публицист, участник революционного движения, эсер-максималист. Двойной агент, работал на охранное отделение под псевдонимом «Мортимер». Выдал жандармам своего товарища, лидера партии эсеров-максималистов и руководителя Московского восстания 1905 года Михаила Соколова.

## Биография
Соломон Рысс родился в 1876 году в Ростове-на-Дону в семье Янкеля Иделевича Рысса (1853—?) и Тамары Рысс (1856—?), мещан города Павлограда Екатеринославской губернии, поселившихся в Ростове в 1860 году. У него была большая семья (братья Моисей, Пётр, Самуил, Илья и Ефим, сёстры Анюта, Геня, Виття); известно, что один из его братьев — правый кадет Пётр Яковлевич Рысс (1870—1948) — был сотрудником журнала «Русское богатство», газет «Речь» и «Приазовский край» (его дочь Ида Рысс была художником в Париже), другой брат умер на каторге от чахотки. Племянник купцов первой гильдии Бейнуша (Бейныша) Иделевича и Хацкеля Иделевича Рысс, совладельцев «Ростовского-на-Дону мукомольного производства братьев Хацкеля и Бейнуша Рысс»; Бейнуш Иделевич Рысс был избран старостой Ростовской Хоральной синагоги в 1899 году.
Публиковался под литературными псевдонимами «Э. Борецкая», «Мортимер» и «Семён Петропавловский» («С. Петропавловский»), в том числе в «Научном обозрении» (1899—1902), «Образовании», «Киевской Газете», «Русских Ведомостях». В 1904 году вышла его монография «Проблема объективности познания», в 1906 году — «К философии лжи». Сохранилась неопубликованная диссертация С. Я. Рысса «Русская философия», подготовленная им во время учёбы в Германии.
В 1905 году стал одним из руководителей эсеров-максималистов, участвовал в создании максималистских организаций в Москве и в Киеве. Был арестован властями в Донецком бассейне по делу о покушении на П. А. Столыпина и подвергнут военно-полевому суду. Арестованный в июне 1906 года, в обмен на освобождение он дал согласие на сотрудничество с охранкой. Рысс сдавал полиции максималистских активистов. В истории с ним поражает — насколько серьёзным доверием пользовался этот человек даже после появления информации о его сотрудничестве с охранкой. По мнению историка Д. Б. Павлова, главной причиной такого отношения к «Мортимеру» служил его личный авторитет у максималистов:

Примкнув к максималистам ещё в 1905 г., Рысс работал в киевской эсеровской организации. В июне 1906 г. он был арестован по обвинению в организации экспроприации, однако ему удалось бежать из-под ареста. Приехав в Петербург, где тогда работала центральная боевая организация (БО) максималистов, Рысс сообщил её членам о том, что он вступил в связь с охранкой (которая и организовала ему побег в Киеве), но с единственной целью — войти в доверие Департамента полиции с тем, чтобы осуществить затем серию грандиозных покушений на виднейших представителей самодержавия, включая и самого царя. Для того, чтобы приобрести доверие охранки, он предложил организовать фиктивную лабораторию бомб, которую и собирался «провалить». Эта идея Рысса, несмотря на поддержку ряда членов БО, была отвергнута главой организации — М. И. Соколовым, и Рыссу было предложено уехать за границу. Уже тогда, как об этом свидетельствуют воспоминания максималистки К. М. Бродской, многие члены организации усомнились в честности Рысса, поскольку из практики охранки было известно, что секретным сотрудником мог стать только тот, кто предварительно представлял жандармам какие-либо ценные для них сведения. Рысс же утверждал, что ему в киевском охранном отделении якобы просто поверили на слово. Разоблачить его как провокатора мешал, однако, тот факт, что Рысс, которому до того в организации полностью доверяли, сам рассказал о своих связях с полицией.
После непродолжительного пребывания за границей Рысс вернулся в Россию и обосновался в Юзовке, где попытался воссоздать разгромленную к тому времени центральную БО. В апреле 1907 г. вместе с тремя другими боевиками он был арестован. На следствии Рысс заявил, что является якобы организатором всех крупнейших покушений, произведённых максималистами. В феврале 1908 г. он был переведён в Киев, где 18 февраля по приговору военно-окружного суда был казнён.

Сведения, сообщённые охранке Рыссом, по мнению Павлова, «сыграли едва ли не определяющую роль в разгроме медведевской БО во второй половине 1906 г.».

Итак, в начале июня 1906 г. Рысс под именем И. А. Николаева был арестован в Киеве во время экспроприации, сопровождавшейся убийством инкассатора. Шантажируя Рысса имевшимися у него данными о его участии ещё в одном «эксе», начальник киевского охранного отделения ротмистр А. М. Ерёмин сумел добиться от Рысса откровенных показаний и согласия на сотрудничество с охранкой. «Николаев», писал Ерёмин в донесении, полученном в Департаменте полиции 13 июня 1906 г., «боится за свою участь и желает дать серьёзные сведения… предлагает служить в будущем, но как в первом, так и во втором случае ставит условием предоставление ему свободы». В этом же донесении со слов Рысса, Ерёмин сообщал о террористических приготовлениях максималистов в обеих столицах, приводил факты из революционной деятельности, имена, клички, приметы и местонахождение максималистских лидеров — М. И. Соколова, В. В. Мазурина, В. Д. Виноградова. Данные, полученные из Киева, были сразу пущены «в дело» и в дальнейшем были использованы охранниками не только для выслеживания максималистов, но и для судебной расправы над ними. … В целом в показаниях Рысса упомянуто свыше 80 человек — социал-демократов, эсеров, анархистов, руководителей Всероссийского крестьянского союза. Центральное место в них занимали показания о максималистах. … Вскоре, подтверждая искренность своих намерений, Рысс дал сведения о крымской организации максималистов.

По свидетельству начальника охранного отделения А. В. Герасимова, на суде Рысс вел себя вызывающе и заявил: «Вашей жизни я не щадил и себе пощады не хочу». Был приговорен к смертной казни и в 1908 году повешен на Лысой горе.

### Семья
- Двоюродный брат — писатель Илья Березарк.
- Двоюродные сёстры — деятель социалистического движения София Борисовна Либкнехт и химик Сильвия Борисовна Шпильрейн (жена математика Я. Н. Шпильрейна). Сыновьями двоюродных братьев были писатель Евгений Самойлович Рысс и учёный-гастроэнтеролог, член-корреспондент АМН СССР Симон Михайлович Рысс.

## Основные работы
- Борецкая Э. (псевдоним С. Я. Рысса). Проблема объективности познания. — Ростов-на-Дону: Тип. А. Н. Житомирской, 1904. — 66 с.
- Петропавловский С. (псевдоним С. Я. Рысса). К философии лжи. — С.-Пб.: Тип. т-ва «Труд», 1906. — 64 с.